# Alberto Fouillioux
Alberto Fouillioux (Santiago del Cile, 22 novembre 1940 – Santiago del Cile, 23 giugno 2018) è stato un calciatore cileno, di ruolo centrocampista.

## Carriera
Vinse due campionati cileni nel 1961 e nel 1966 con l'Universidad Catolica.